# 日本全国ひる休み
『日本全国ひる休み』（にっぽんぜんこくひるやすみ）は、フジテレビ系列で1980年3月31日から同年9月30日まで平日の12:00 - 13:00（JST）に生放送が行われていた帯バラエティ番組である。

## 概要
フジテレビ系列のバラエティ番組である『笑ってる場合ですよ!』や『森田一義アワー 笑っていいとも!』同様、当時東京都の新宿駅東口に完成したばかりのスタジオアルタから生放送を行った最初の番組で、フジテレビの昼のバラエティとしては初めて12:00 - 13:00（JST）の1時間枠で放送された。
「地方の時代」を意識した番組で地方局から送られてくる情報を中心としたワイドバラエティであったが、広島からの中継で広島東洋カープの私設応援団が昼休みに公園で酒盛りしているシーンを映したりしたため、ヤラセを指摘する批判の声が上がった。

## 出演者

### 司会
- 押阪忍
- 栗原アヤ子

### レギュラー
- ツービート
- ザ・ぼんち
- 島田紳助・松本竜介
- B&B[注釈 1]
- ジョージ・シロー（浮世亭ジョージ、太平シロー）
- 10代目桂文治
- 3代目三遊亭圓歌
- 北島三郎
- 若原瞳
- 春風亭小朝
- 中尾ミエ
- 梨元勝
- 立川清登
- キャロライン洋子
- はたけんじ
- 草笛光子
- ラビット関根

補足
太平シローは、当時「太平サブロー・シロー」を解散していた（その後再結成してブレイクする）。
押阪はこの番組が開始となる31日前まで同じ時間帯に放送されていた『ベルトクイズQ&Q』の司会を担当していたこともあり、同じ時間帯における他局の番組に移ったことが当時話題になった。

## スタッフ
- プロデューサー：増田道夫
- 構成：河野洋 ほか
- 音楽：内藤孝敏
- 演出：真船禎、高田久男
- 制作協力：東通企画、スタジオアルタ、フジテレビ美術センター／FNS系列局
- 制作著作：フジテレビ

## ネット局と放送時間
系列は当番組終了時（1980年9月）のもの。
| 放送対象地域   | 放送局         | 系列                                         | 備考   |
| -------------- | -------------- | -------------------------------------------- | ------ |
| 関東広域圏     | フジテレビ     | フジテレビ系列                               | 制作局 |
| 北海道         | 北海道文化放送 | フジテレビ系列                               |        |
| 宮城県         | 仙台放送       | フジテレビ系列                               |        |
| 秋田県         | 秋田テレビ     | フジテレビ系列                               |        |
| 山形県         | 山形テレビ     | フジテレビ系列                               |        |
| 長野県         | 長野放送       | フジテレビ系列                               |        |
| 静岡県         | テレビ静岡     | フジテレビ系列                               |        |
| 富山県         | 富山テレビ     | フジテレビ系列                               |        |
| 石川県         | 石川テレビ     | フジテレビ系列                               |        |
| 福井県         | 福井テレビ     | フジテレビ系列                               |        |
| 中京広域圏     | 東海テレビ     | フジテレビ系列                               |        |
| 近畿広域圏     | 関西テレビ     | フジテレビ系列                               |        |
| 島根県・鳥取県 | 山陰中央テレビ | フジテレビ系列                               |        |
| 広島県         | テレビ新広島   | フジテレビ系列                               |        |
| 岡山県・香川県 | 岡山放送       | フジテレビ系列                               |        |
| 愛媛県         | テレビ愛媛     | フジテレビ系列                               |        |
| 福岡県         | テレビ西日本   | フジテレビ系列                               |        |
| 佐賀県         | サガテレビ     | フジテレビ系列                               |        |
| 熊本県         | テレビ熊本     | フジテレビ系列 日本テレビ系列 テレビ朝日系列 |        |
| 宮崎県         | テレビ宮崎     | フジテレビ系列 日本テレビ系列 テレビ朝日系列 |        |
| 鹿児島県       | 鹿児島テレビ   | フジテレビ系列 日本テレビ系列 テレビ朝日系列 |        |
| 沖縄県         | 沖縄テレビ     | フジテレビ系列                               |        |